# Cristoforo Solari
Cristoforo Solari, conocido como il Gobbo (el Jorobo) (Milán, 1468-mayo de 1524) fue un escultor y arquitecto italiano del Alto Renacimiento, recordado por su célebre Cenotafio de Ludovico il Moro y de Beatriz de Este (1497-1499), ahora en la Certosa di Pavia).
Algunas de sus obras se pueden encontrar en el Museo Metropolitano de Arte de Nueva York, en el Museo de Bellas Artes de Boston, en la Galería Daniel Katz de Londres, en el Victoria & Albert Museum y en muchos otros lugares en todo el mundo.

## Biografía

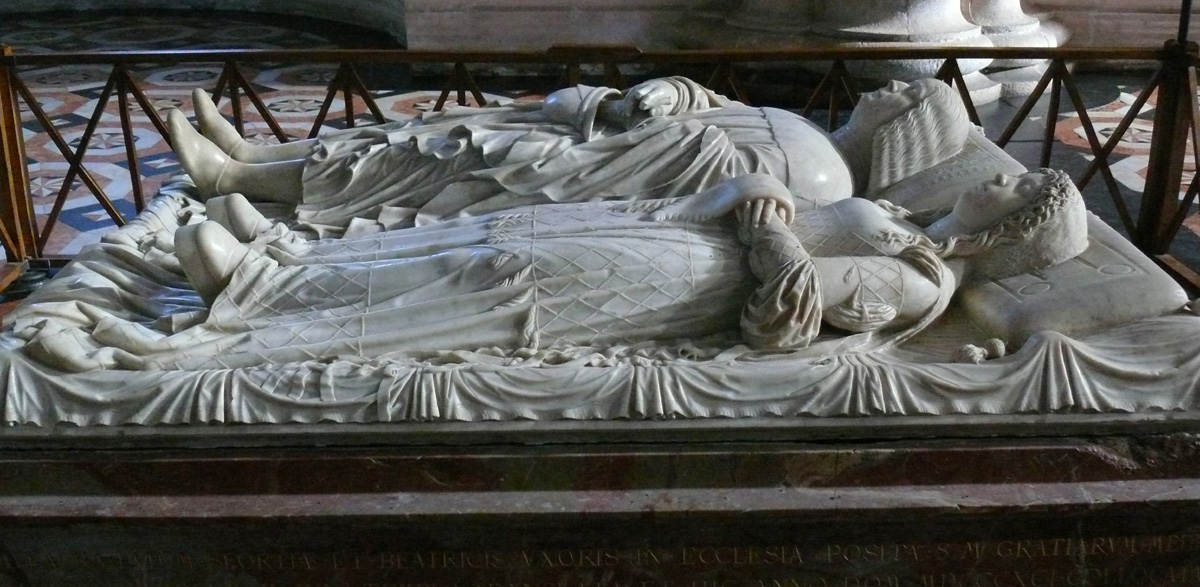
Cenotafio de Ludovico il Moro y de Beatriz de Este (Certosa di Pavia)

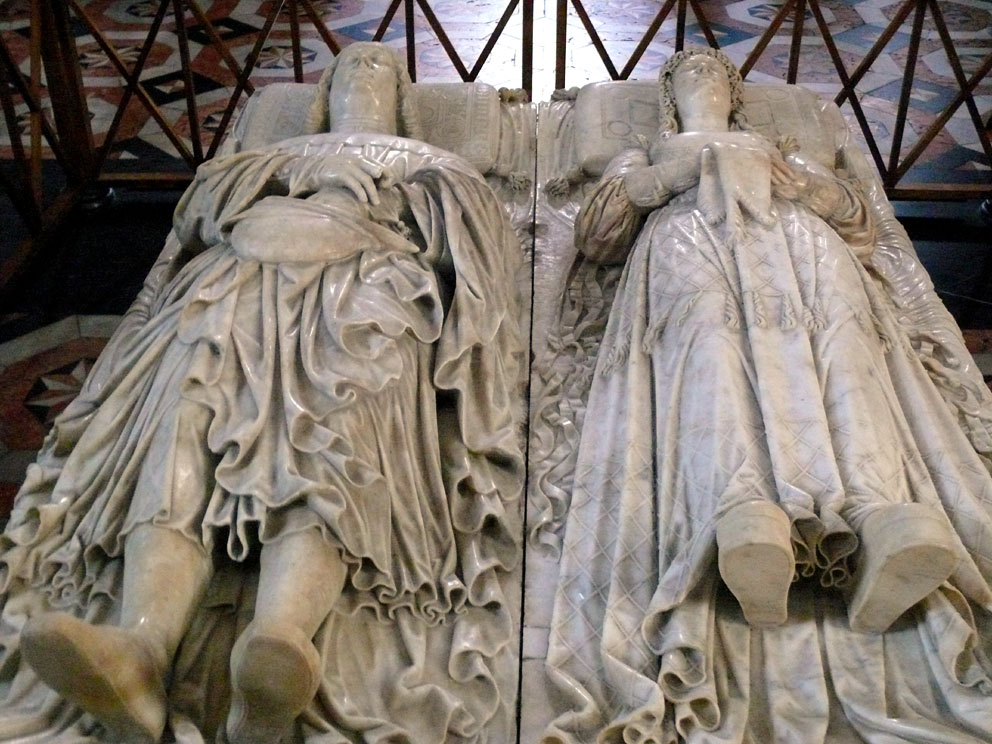
Ludovico y Beatriz

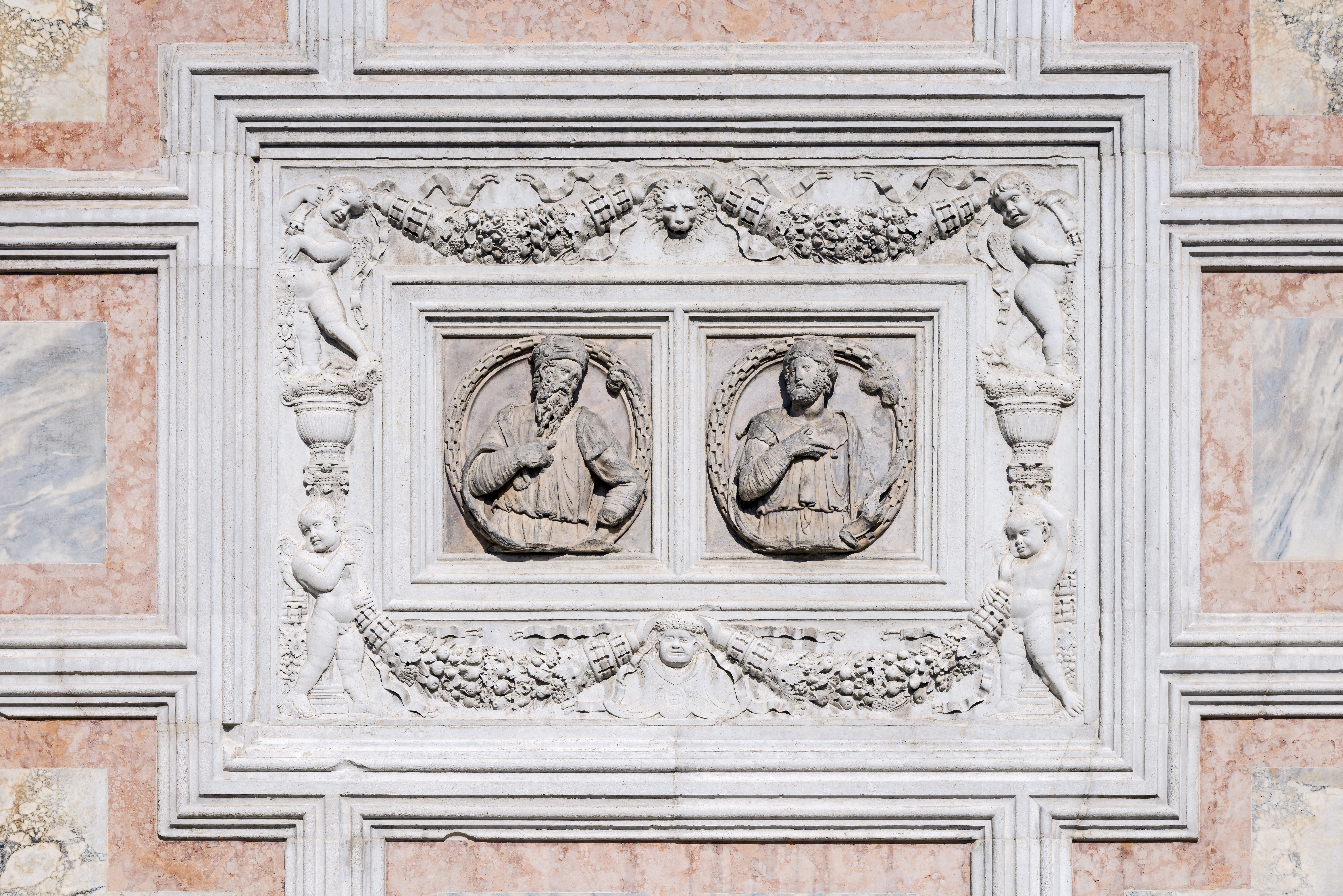
Bajorrelieve de la iglesia de San Zacarias en Venecia

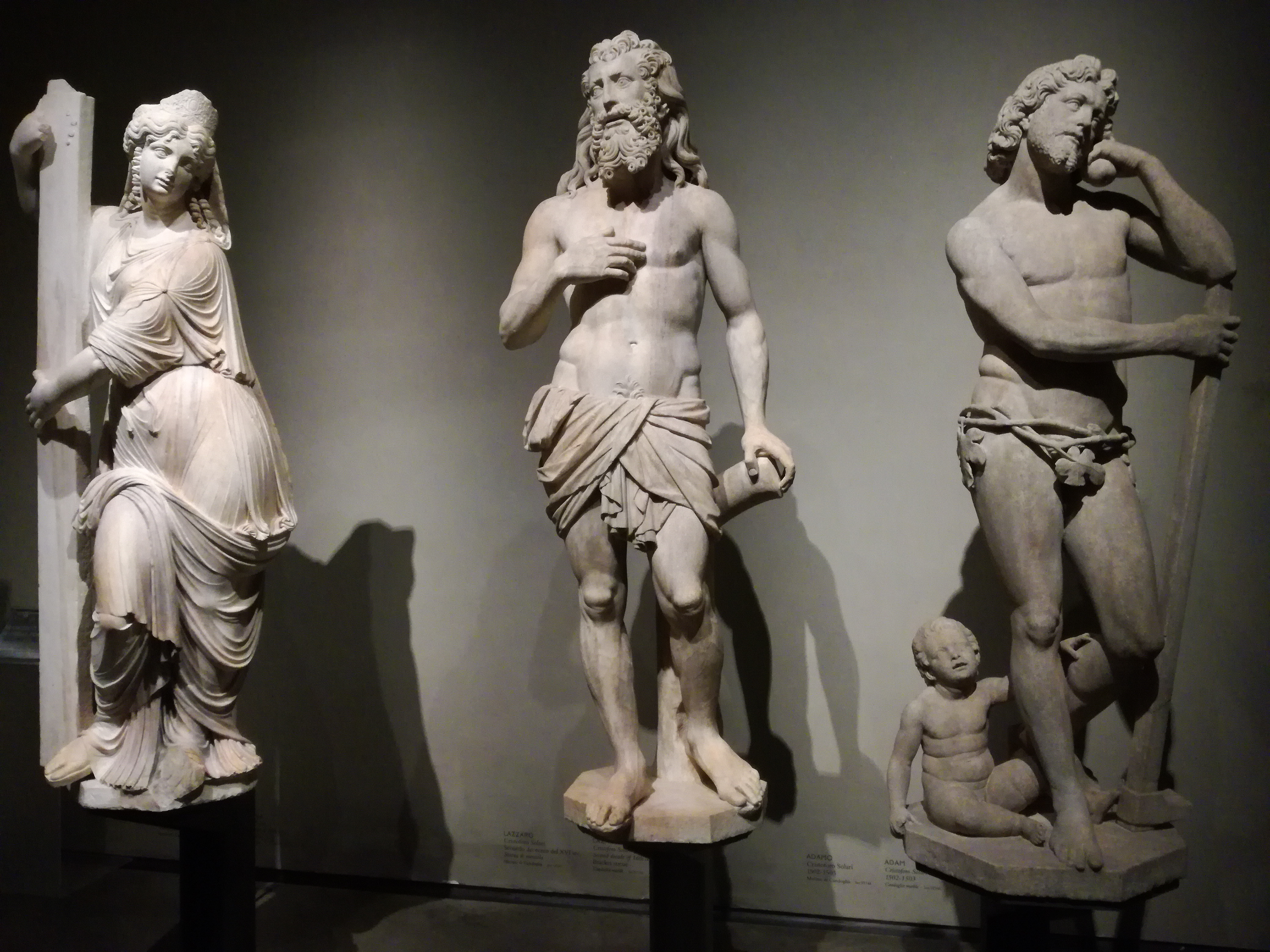
Adamo con il piccolo Abele, Lazzaro, Sant'Elena con la croce, Museo de la Catedral de Milán

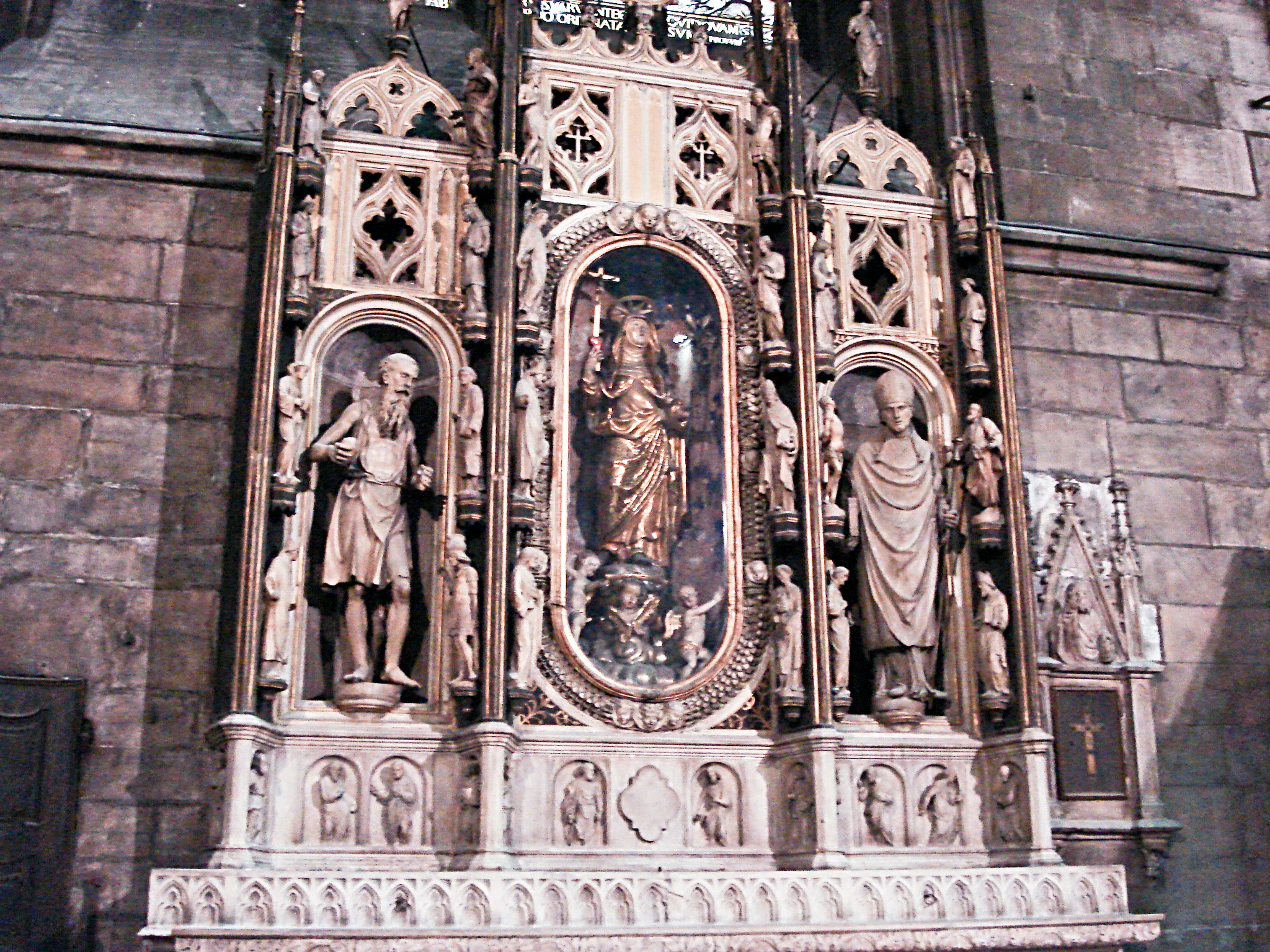
Altar de Santa Catalina, en la antigua capilla de la Casa de Archinto en el crucero lateral izquierdo de la Catedral de Milán, siendo el único altar gótico que se conserva. Sin embargo, las estatuas de Agustín y San Jerónimo datan de principios del y se han atribuido a Cristoforo Solari. Las estatuillas de la base datan de finales del y se atribuyen al taller de Giovannino de' Grassi.

Hijo de Bartolomeo (Bertola), maestro cantero y carpintero, de la prolífica familia Solari de  Carona —a la que pertenecía el célebre arquitecto Guiniforte Solari, ingeniero ducal en los años de gobierno de los duques de Milán Francesco Sforza y Galeazzo Maria Sforza—, hermano de Andrea Solario y de Pietro, recibió los primeros rudimentos del arte de su hermano Alberto, arquitecto.
Regresó a Milán en 1495 después de una breve estancia en Venecia en compañía de su hermano Andrea, donde en 1489 pintó las estatuas del altar de Dragan en la iglesia de Santa Maria della Carità, hoy perdida. Hacia 1497 recibió el encargo de su obra más famosa, el cenotafio de Ludovico il Moro y de Beatriz de Este, ahora ubicado en el  transepto izquierdo de la Certosa di Pavia pero que fue encargado para la iglesia de Santa Maria delle Grazie en Milán.
El sepulcro está vacío porque Ludovico murió siendo prisionero de Luis XII de Francia en el castillo de Loches mientras que su esposa, fallecida antes, fue enterrada en Santa Maria delle Grazie. Debido al extremo refinamiento y a la suavidad del modelado, el monumento fue visto como la transposición de los rasgos estilísticos pictóricos de Leonardo a la escultura.
Los primeros encargos arquitectónicos se remontan a esos años, como el puesto de coadjutor de Giovanni Antonio Amadeo en la Certosa di Pavia. En las obras de la Fabbrica del Duomo en Milán, a partir de 1502, fue asistente del arquitecto Gerolamo Della Porta, quien luego en 1512, como ingeniero, también apoyará a Amadeo. Como arquitecto, estuvo particularmente influenciado por el estilo de Bramante, como testimonia el diseño de la fachada de la iglesia dedicada a Giovanni Fogliani de Castelnuovo, una aldea de Alseno, el solemne implante del monasterio de San Pietro al Po cerca de Cremona y el atrio porticado de la iglesia de Santa María presso San Celso en Milán.
Además de las obras milanesas de Bramante, puede haber sido influenciado por lo que sucedía en Roma en la primera década del siglo XVI. De hecho, se han hipotetizado dos viajes a la ciudad, donde se habían asentado sus hermanos Alberto y Pietro, que habrían sido realizados entre 1499 y 1500 y entre 1513 y 1514.